# Чемпионат мира по экидену 1994
Второй чемпионат мира по экидену (эстафетному бегу по шоссе) прошёл 16 и 17 апреля 1994 года в городе Литохорон (Греция). В соревнованиях в составе команд приняли участие 240 спортсменов из 23 стран мира. Были разыграны два комплекта медалей (среди мужчин и женщин).
Каждая сборная состояла из 6 участников, которые поочерёдно преодолевали этапы, в сумме составлявшие 42 км 195 м (длину классического марафона): 5 км, 10 км, 5 км, 10 км, 5 км, 7,195 км. Вместо эстафетной палочки использовалась повязка на запястье. Всего на старт вышли 27 мужских и 13 женских команд.

## Итоги соревнований
Соревнования прошли в тёплую и солнечную погоду. Круговая 5-километровая трасса была проложена в окрестностях Литохорона.
В первый день на старт вышли женщины. Наиболее удачно начало забега сложилось для команды Эфиопии: на первом этапе Аскале Береда добыла небольшое преимущество, которое следом смогла развить олимпийская чемпионка в беге на 10 000 метров Дерарту Тулу. К концу своего отрезка она опережала ближайшую соперницу на 40 секунд. Однако этого преимущества Эфиопии хватило ненадолго. Россиянка Елена Копытова отыграла внушительный отрыв на своём 5-километровом этапе и вывела команду на первое место; Эфиопия переместилась на второе в шести секундах позади. На каждом из оставшихся трёх этапов российские женщины увеличивали преимущество и в итоге довели его почти до двух минут. Эфиопские бегуньи смогли сохранить вторую позицию. На заключительном этапе их почти догнали команды Румынии и Италии, которые в итоге разыграли между собой оставшееся призовое место: бронзовые медали своей команде принесла румынка Юлия Негурэ.
На следующий день чемпионов определили мужчины. По ходу бега довольно быстро определились три команды, претендовавшие на медали: Кения, Эфиопия и Марокко. Джозеф Кибор к концу второго этапа вывел кенийцев вперёд, опережая ближайших конкурентов на семь секунд. На третьем отрезке восходящая звезда бега на средние дистанции, 19-летний марокканец Хишам Эль-Герруж, имея в начале отставание от первого места в 20 секунд, через 5 километров пришёл лидером с отрывом от Кении в 3 секунды. Исход борьбы за золото был решён на четвёртом этапе, где Салах Иссу оказался на голову выше всех соперников: кениец Пол Йего проиграл ему две минуты и пропустил вперёд Эфиопию, в свою очередь эфиоп Фита Байиса уступил Иссу около минуты. На оставшихся этапах за Марокко бежали два олимпийских чемпиона разных лет в беге на 10 000 метров Брахим Бутайеб и Халид Сках, которые уверенно довели дело до победы и нового мирового рекорда — 1:57.56. Чемпион мира из Эфиопии Хайле Гебреселассие смог отыграть 37 секунд на заключительном отрезке, но этого хватило только для серебряной медали. Кенийцы финишировали через две минуты на третьем месте.

## Призёры

### Мужчины
| Дисциплина | Золото                                                                                                   | Золото  | Серебро                                                                                                   | Серебро | Бронза                                                                                           | Бронза  |
| ---------- | --- | ------- | --- | ------- | ------------------------------------------------------------------------------------------------ | ------- |
| Экиден     | Марокко · Брахим Жаббур · Эль-Арби Хаттаби · Хишам Эль-Герруж · Салах Иссу · Брахим Бутайеб · Халид Сках | 1:57.56 | Эфиопия · Ворку Бикила · Бадилу Кибрет · Абрахам Ассефа · Фита Байиса · Чала Келеле · Хайле Гебреселассие | 1:58.51 | Кения · Питер Ндирангу · Джозеф Кибор · Клемент Кипротич · Пол Йего · Джон Кипроно · Саймон Роно | 2:00.51 |

### Женщины
| Дисциплина | Золото | Золото  | Серебро                                                                                       | Серебро | Бронза                                                                                             | Бронза  |
| ---------- | --- | ------- | --------------------------------------------------------------------------------------------- | ------- | -------------------------------------------------------------------------------------------------- | ------- |
| Экиден     | Россия · Татьяна Пентукова · Надежда Галлямова · Елена Копытова · Наталья Соломинская · Елена Романова · Ольга Чурбанова | 2:17.19 | Эфиопия · Аскале Береда · Дерарту Тулу · Лейла Аман · Гадиссе Эдато · Бирхан Дагне · Аша Гиги | 2:19.09 | Румыния · Даниэла Бран · Алина Текуцэ · Марьяна Кирилэ · Ануца Кэтунэ · Флорина Панэ · Юлия Негурэ | 2:19.18 |

## Лучшие результаты на этапах
Следующие спортсмены показали лучшие результаты на каждом из этапов.
| Этап | Длина    | Мужчины                       | Время | Женщины                  | Время |
| ---- | -------- | ----------------------------- | ----- | ------------------------ | ----- |
| 1    | 5 км     | Ворку Бикила (Эфиопия)        | 13.30 | Аскале Береда (Эфиопия)  | 16.05 |
| 2    | 10 км    | Джозеф Кибор (Кения)          | 28.19 | Дерарту Тулу (Эфиопия)   | 32.26 |
| 3    | 5 км     | Хишам Эль-Герруж (Марокко)    | 13.43 | Елена Копытова (Россия)  | 15.45 |
| 4    | 10 км    | Салах Иссу (Марокко)          | 27.57 | Ануца Кэтунэ (Румыния)   | 33.16 |
| 5    | 5 км     | Брахим Бутайеб (Марокко)      | 13.53 | Елена Романова (Россия)  | 15.48 |
| 6    | 7,195 км | Хайле Гебреселассие (Эфиопия) | 19.27 | Ольга Чурбанова (Россия) | 23.14 |